# Marmaón
El marmaón o marmahón es un plato de la gastronomía árabe y turca que consta de pasta en bolitas con salsa y carne. El marmaón es uno de los primeros platos árabes conocidos junto con las hojas de parra rellenas.

## Ingredientes
- 1 kg de osobuco o asado de tira
- 1 Cebolla
- Pimentón
- 1 Zanahoria
- 1 taza de salsa de tomate
- 2 dientes de ajo
- 3/4 kg de fideos granizo
- 1 cucharadita de curry
- 125 g de mantequilla
- Sal y pimienta

(Ingredientes para 8 personas)

## Preparación
1.- En una olla con 2 litros de agua, cueza la carne, la cebolla, el pimentón y la zanahoria. Agregue la salsa de tomates, el ajo y aliñe con sal y pimienta. Revuelva para mezclar bien y cocine a fuego medio por 45 minutos, o hasta que la carne esté cocida.
2.- Cuele el caldo y manténgalo caliente. Reserve la carne y deseche las verduras.
3.- En una olla aparte, caliente la mantequilla y dore en ella los fideos granizo junto con el curry.
4.- Una vez dorados, baje el fuego y agregue 2 cucharones del caldo caliente. Revuelva para incorporar bien y deje cocinar por unos 5 minutos, de modo que los fideos de granizo vayan absorbiendo el caldo.
5.- Antes de que sea absorbido por completo el caldo, agregue 2 cucharones más, y revuelva siempre para que los fideos de granizo no se peguen.
Continúe cocinando hasta que los fideos estén cocidos y graneados: unos 20 minutos más.
6.- Tradicionalmente, se sirven por separado los fideos y el caldo con la carne. Actualmente, se puede servir el caldo en un pocillo acompañado por los fideos con la carne en otro.

## Variantes
Existen variantes en la receta del marmaón, tales como las siguientes:
- En vez del fideo de granizo, se emplean granos de burgol, que se dejan reposar en una fuente por una hora junto con 2 cucharadas de sal por cada 2 tazas de agua. Luego se le pasa la mano al burgol ya remojado, frotándolo contra una superficie plana hasta obtener el tamaño deseado; más tarde se hierven durante 12 min.
- En algunas recetas, la carne es cambiada por chuletas de cerdo o por pollo